# 貝安琪
貝安琪（Ankie Beilke，1982年5月7日—)，香港職業模特兒、影視演員，前無線電視女藝員，现为中國廣東華之傑影視旗下合約女藝員。2013年拍攝無綫電視劇《巨輪》因戲份頗重而為人熟悉。

## 簡介
贝安琪出生于艺术世家，是中德混血儿，父親是德國人，母亲是香港著名女星刘香萍。2016年10月7日，貝安琪於個人Instagram專頁內宣佈懷孕。2017年2月，貝安琪為德籍男友Simon van Damme於德國產下一子。

## 演出作品

### 電視劇（無綫電視）
| 首播   | 劇名     | 角色                     | 合作演員               | 性質   |
| 2013年 | 巨輪     | 花比奧（Michelle Fabio） | 陳展鵬、鍾嘉欣、蕭正楠 | 女配角 |
| 2014年 | 使徒行者 | 安 琳（Amrin）           | 佘詩曼、林 峯          | 客串   |
| 2023年 | 隱門     | Emma                     | 陳展鵬、湯洛雯、黃智雯 | 客串   |
| 未播映 | 非份之罪 |                          | 吳啟華、游嘉欣         |        |

### 电影
- 《伤城》（2006年）
- 《七擒七縱七色狼》 （2007年）
- 《霍顿与无名氏》（2008年）
- 《保持通话》（2008年）飾 Michelle
- 《有只僵尸暗恋你》（2008年）
- 《Last Chance Love》（德国）
- 《The Chinese Wife》（德国、法国合作）
- 《医生神探》
- 《Vicky The Viking（北海小英雄）》（德国）（2009年）
- 《抱抱俏佳人》（2010年） 飾 趙太
- 《热浪球爱战（Beach Spike）》（2010年）
- 《绝色武器》（2012年） 飾 賽玲娜
- 《男人如衣服》（2012年）
- 《致命訂單》（德國）[1]

### 广告
- Osim
- Bella
- 佳丽宝（中国）代言人
- Sunsilk（泰国）

## 外部連結
- 貝安琪的新浪微博（英文）
- 貝安琪的Facebook專頁（英文）
- 貝安琪的Instagram帳戶（英文）